# Шинуса
Шинуса (грец. Σχοινούσα) — острів в Егейському морі.

## Географія
Входить до групи невеликих островів Малі Кіклади. Площа острова становить 8,5 км². Він розташований приблизно за 6 км на південь від острова Наксос. Найвища точка — 133 м.
Згідно перепису населення 2001, на острові проживало 206 осіб. Основним заняттям жителів є сільське господарство. Розвивається і сфера обслуговування туристів.